# Карл Готфрид Нойман
Карл Готфрид Нойман (на немски: Karl Gottfried Neumann) е немски математик, професор в университетите в Хале, Тюбинген и Лайпциг. Известен е с трудовете си по математическа физика, главно в областта на учението за електричеството. Работи върху диференциалните и интегралните уравнения.

## Биография
Карл Готфрид Нойман е роден на 7 май 1832 в град Кьонигсберг (днес Калининград, Русия). Той е син на немския физик Франц Ернст Нойман и Луиза Флорентин Хаген, дъщеря на физика Карл Готфрид Хаген. Брат е на Франц Ернст Кристиан Нойман, професор по патология и хематология в Кьонигсбергския университет, на Фридрих Юлиус Нойман, професор по политология в Тюбинген и на художничката Луиза Нойман.
Карл завършва средното си образование в гимназия Altstadt Gymnasium в Кьонигсберг. През 1856 г. завършва математика в Кьонигсбергския университет, където баща му е професор по физика. По време на следването си става близък приятел с двама от своите преподаватели – математиците Ото Хесе и Фридрих Юлиус Ришелот. След като завършва с квалификация за преподавател по математика в средните училища, Нойман продължава да учи в Кьонигсберг под ръководството на Ришелот. През 1855 г. му е присъдена докторска степен за дисертацията „De problemate quodam mechanico, quod ad primum integralium ultraellipticorum classem revocatur“. В нея той разглежда прилагането на хиперелиптичните интеграли при решаването на специфични проблеми в механиката.
През 1856 г. Нойман представя своята хабилитационна теза „Explicare tentatur, quomodo fiat, ut lucis planem polarisationis per vires electricas veltur magneticas“ в университета в Хале. В нея той разглежда математически въртенето на равнината на поляризация на светлината във вещество, поставено в магнитно поле (ефект на Фарадей). През същата година получава правото да чете лекции и става преподавател, а след това и професор в същия университет. През 1863 г. започва работа като професор в Базел. На следващата година се жени в Берлин за Хермин Матилде Елис Клозе. Жена му умира след 11-годишен брак, от който двамата нямат деца.
През 1865 г. чете лекции като професор по физика и математика в Тюбинген, а от 1868 г. – в Лайпциг, където остава до пенсионирането си през 1911 г. От 1893 г. е член-кореспондент на Берлинската академия на науките. Член е още на Гьотингенската, Мюнхенската и Лайпцигската академия на науките.
Карл Готфрид Нойман умира на 27 март 1925 г. в Лайпциг.

## Научна дейност
Нойман работи в областта на математическата физика, електродинамиката, механиката, хидродинамиката. Основните му трудове се отнасят до теорията на частните диференциални уравнения. През 1870 г. излага идеята за инерционната референтна система, а две години по-късно предсказва явлението термична дифузия. През 1875 г. извършва математически анализ на диференциалните отношения в термодинамиката, като въвежда разлика в обозначението на общите диференциали и безкрайно малките величини.
Има трудове, свързани с теорията на потенциала, в частност логаритмичния потенциал, в която предлага метод (методът на Нойман) за решаване на задачата на Дирихле за случая на изпъкнали равнинни и повърхностни контури. През 1890 г. френският математик Емил Пикар използва резултатите на Нойман и развива свой метод за последователно приближение, който използва, за решаването на частните диференциални уравнения.
Карл Нойман е автор на трудове по риманова теория на алгебричните функции. Разработва т.нар. задача на Нойман (втора гранична задача), отнасяща се до диференциални уравнения с дадени гранични условия за производната на някаква функция (гранични условия от втори вид).
През 1868 г., заедно с немския математик Алфред Клебш, основава списанието Mathematische Annalen.

## Преподавателска дейност
Карл Нойман е успешен университетски преподавател и продуктивен изследовател. При него са получили основното си математическо образование повече от две поколения бъдещи гимназиални учители. Сред студентите му в Лайпциг е и Ернст Ричард Нойман, син на брат му Ернст Кристиан, който по-късно става професор по математика в Бреслау (днес Вроцлав) и в Марбург и продължава изследванията на чичо си.

## Основни трудове
- 1877 – Untersuchungen über das logarithmische und Newtonische Potential
- 1865 – Vorlesungen ü ber Riemanns Theorie der Abelschen Integrale, първо издание
- 1866 – Die Haupt und Brennpunkt eines Linsensystems
- 1884 – Vorlesungen über Rieman's Theorie der Abelschen, lntegrale, второ издание
- 1893 – Beiträge zu einzeinen Theilen der mathematischen Physik
- 1896 – Allgemeine Untersuchungen über das Newton'sche Prinzip der Fernwirkungen